# Copa Mundial Juvenil de Fútbol Americano de la IFAF
La Copa Mundial Juvenil de Fútbol Americano de la IFAF fue anunciada en junio de 2008 y la primera edición se llevó a cabo el 27 de junio de 2009 en Canton, Ohio. Reemplazará al Campeonato Global Juvenil de la NFL. Esta competencia se llevará a cabo cada dos años. La Copa Mundial Juvenil IFAF es el campeonato mundial de fútbol americano para jugadores menores de 19 años organizado por la Federación Internacional de Fútbol Americano.

## Resultados
| Año           | Sede           |                | Final    | Final          | Final          |          | Partido por el tercer lugar | Partido por el tercer lugar | Partido por el tercer lugar |
| Año           | Sede           | Ganador        | Marcador | Segundo lugar  | Tercer lugar   | Marcador | Cuarto lugar                |                             |                             |
| 2009 Detalles | Estados Unidos | Estados Unidos | 41-3     | Canadá         | Japón          | 42-27    | México                      |                             |                             |
| 2012 Detalles | Estados Unidos | Canadá         | 23-17    | Estados Unidos | Japón          | 7-0      | Austria                     |                             |                             |
| 2014 Detalles | Kuwait         | Estados Unidos | 40-17    | Canadá         | México         | 31-30    | Austria                     |                             |                             |
| 2016 Detalles | China          | Canadá         | 24-6     | Estados Unidos | México         | 24-7     | Japón                       |                             |                             |
| 2018 Detalles | México         | Canadá         | 13-7     | México         | Estados Unidos | 61-9     | Suecia                      |                             |                             |
| 2024 Detalles | Canadá         | Canadá         | 20-9     | Japón          | Austria        | 32-25    | Estados Unidos              |                             |                             |